# Hidrur fonamental

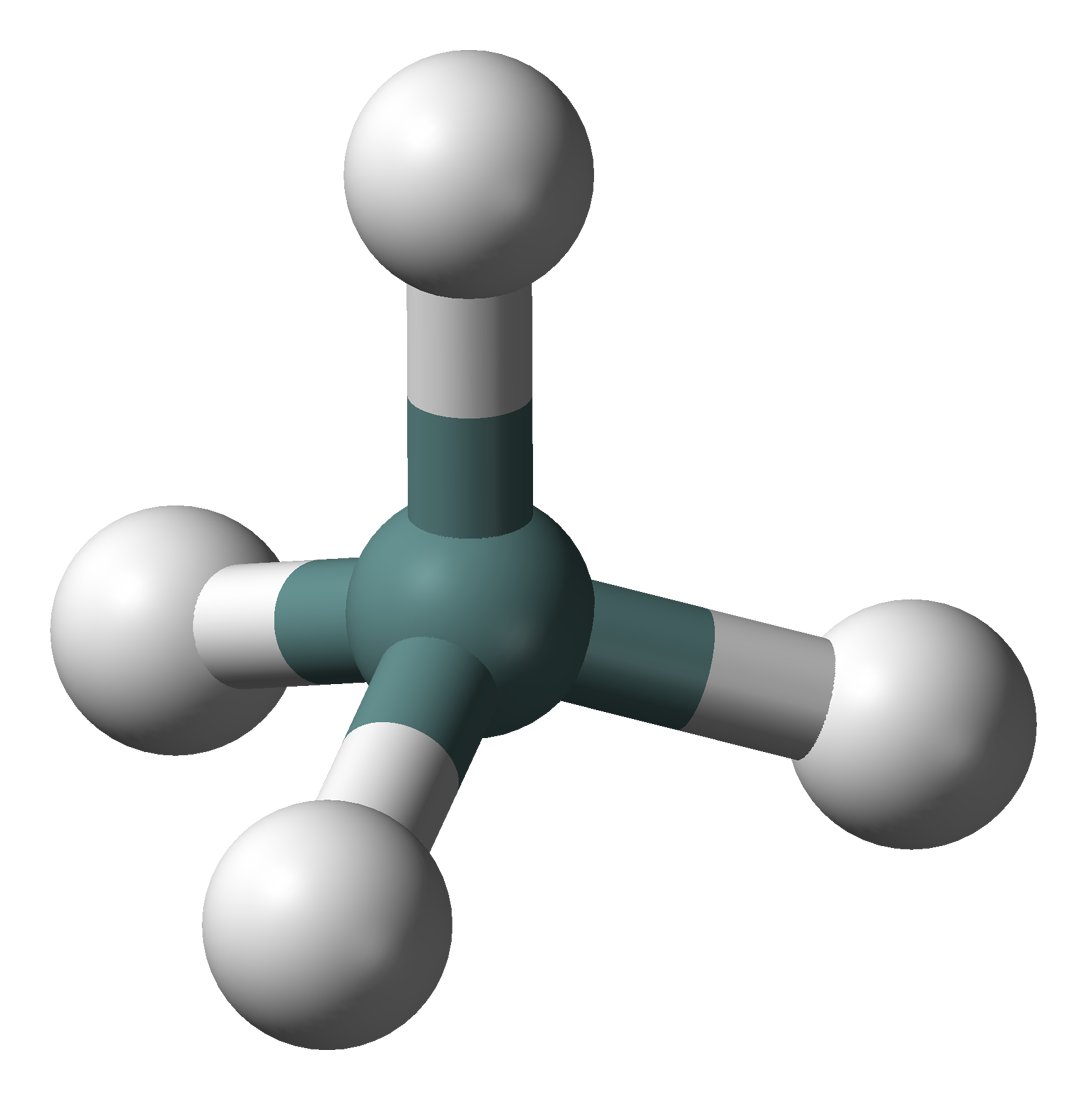
Germà GeH4.

Un hidrur fonamental o hidrur progenitor és una estructura d'àtoms enllaçats, no ramificada, acíclica o estructura cíclica/acíclica, que té un nom semisistemàtic o trivial i a la qual només s'han afegit àtoms d'hidrogen.
Els noms dels hidrurs fonamentals s'empren en nomenclatura química substitutiva, tant inorgànica com orgànica, per anomenar aquests mateixos composts químics, per exemple {\displaystyle {\ce {GeH4}}} s'anomena germà, {\displaystyle {\ce {NH3}}} s'anomena azà; i per anomenar-ne de més complexos a partir d'ells, per exemple {\displaystyle {\ce {NH2-[NH]7-NH2}}} que té el nom de nonaazà. És l’estructura que s'anomena abans de l’addició d'afixos que denoten grups substituents que porten en conjunt al nom d’un compost químic específic, així el {\displaystyle {\ce {CF4}}} s'anomena tetrafluorometà, i el {\displaystyle {\ce {CH3-C5H4}}} metilciclopentà. Se sobreentén que el nom es refereix a una població definida d’àtoms d’hidrogen en l’estructura de l’esquelet.
Aquests hidrurs es poden classificar en hidrurs mononuclears, hidrurs amb cadenes i amb anells, i poden contenir àtoms de carboni i/o heteroàtoms. Els compostos fonamentals amb anells poden ser monocíclics, policíclics amb pont (anells que comparteixen més de dos àtoms), policíclics fosos (anells que comparteixen dos àtoms veïns) o policíclics espiro (anells que comparteixen únicament un àtom). Altres compostos fonamentals més complexos inclouen sistemes amb pont fosos, assemblatges d’anells, ciclofans i ful·lerens.

## Hidrurs fonamentals mononuclears
| 13           | 14            | 15                           | 16                                     | 17                                 |
| ------------ | ------------- | ---------------------------- | -------------------------------------- | ---------------------------------- |
| BH₃, borà    | CH4, metà     | NH₃, azà                     | OH₂, oxidà                             | FH, fluorà                         |
| AlH₃, alumà  | SiH4, silà    | PH₃, fosfà PH5, λ⁵-fosfà     | SH₂, sulfà SH4, λ4-sulfà SH6, λ6-sulfà | ClH, clorà                         |
| GaH₃, gal·là | GeH4, germà   | AsH₃, arsà AsH5, λ⁵-arsà     | SeH₂, selà                             | BrH, bromà                         |
| InH₃, indigà | SnH4, estannà | SbH₃, estibà SbH5, λ⁵-estibà | TeH₂, tel·là                           | IH, iodà IH₃, λ³-iodà IH5, λ⁵-iodà |
| TlH₃, tal·là | PbH4, plumbà  | BiH₃, bismutà                | PoH₂, polà                             | AtH, astatà                        |

Els hidrurs fonamentals mononuclears són els hidrurs més simples. Molts dels noms d'aquests hidrurs s'han format de manera sistemàtica combinant la forma prefixada llatina de l'element químic amb la terminació «à», per exemple per a l'alumini (alum-) alumà AlH₃, pel sofre (sulf-) sulfà SH₂, per l'antimoni (estib-) estibà SbH₃, etc. Hi ha excepcions importants: metà per a CH4, oxidà per a OH₂, etc. Els noms esperats bismà, oxà, tià, selenà, tel·lurà i polonà són noms ja emprats en la nomenclatura Hantzsch-Widman per a anells heteromonocíclics.
Les alternatives sistemàtiques per als noms comuns ben establerts —com ara azà per a l'amoníac, oxidà per a l'aigua, i clorà, bromà, etc., per al clorur d’hidrogen, per al bromur d’hidrogen, etc.— són necessàries a l’hora d’anomenar alguns derivats i de generar noms d’homòlegs polinuclears. Si el nombre d’enllaç de l’element difereix del normal, el nom de l’hidrur es modifica amb el símbol λn, per exemple λ⁵-arsà per a AsH5.

## Hidrurs fonamentals amb cadenes

Alguns hidrurs fonamentals acíclics
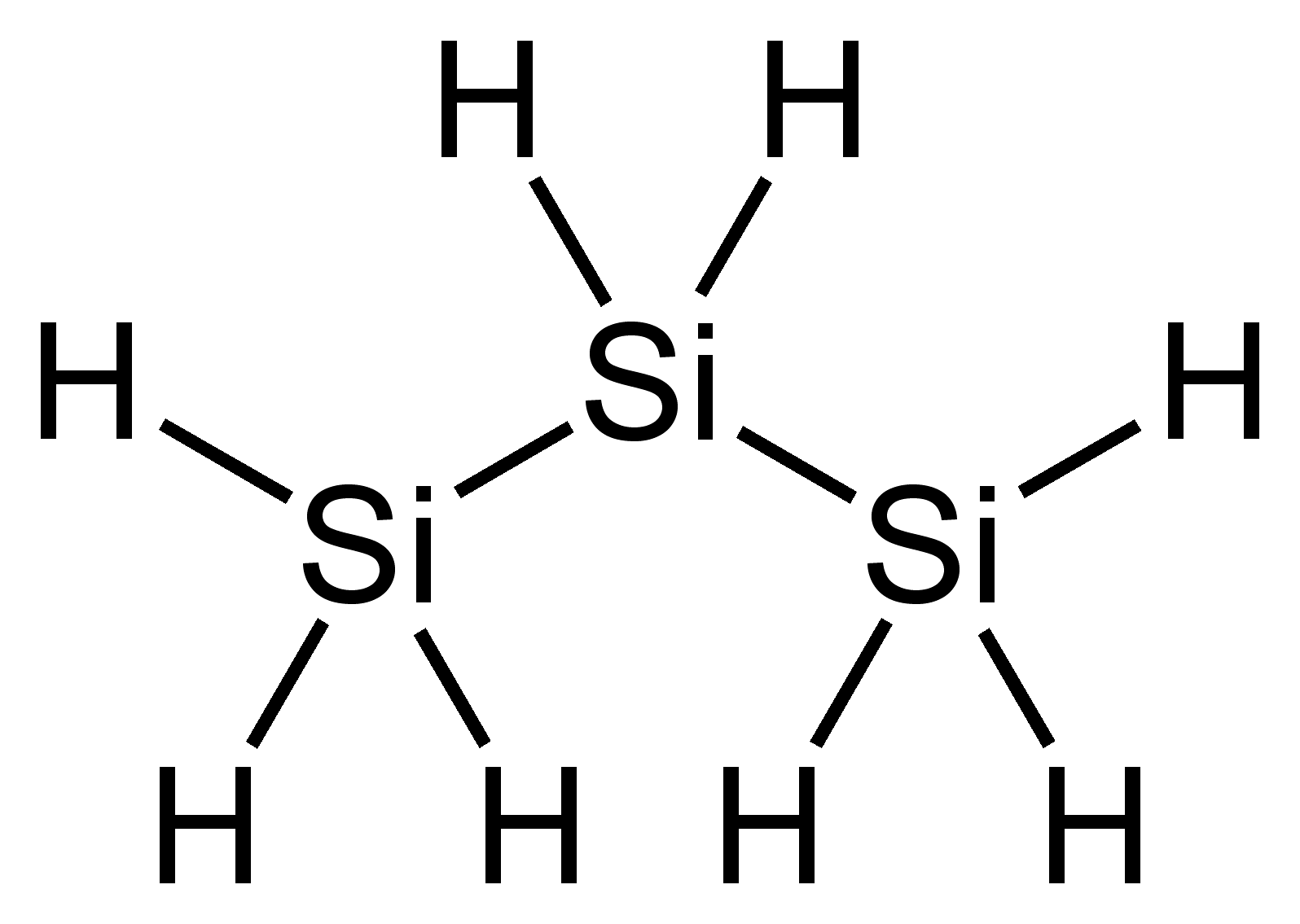
Trisilà.
Tetrafosfà.
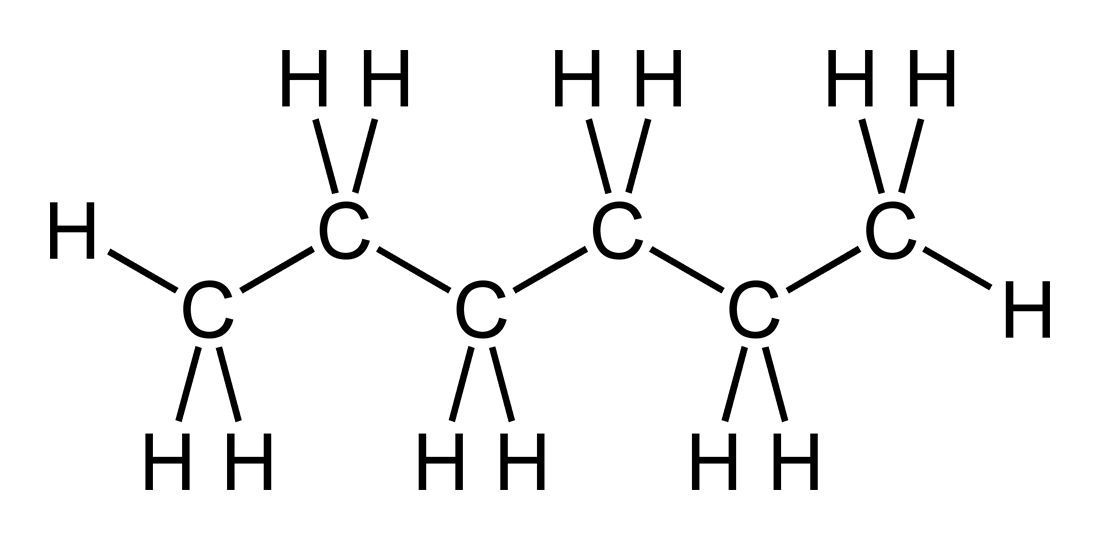
Hexà.

Els hidrurs fonamentals acíclics són sempre no ramificats, com ara trisilà {\displaystyle {\ce {SiH3SiH2SiH3}}}, tetrafosfà {\displaystyle {\ce {PH2PHPHPH2}}} i hexà{\displaystyle {\ce {CH3CH2CH2CH2CH2CH3}}}. Els hidrurs de carboni (hidrocarburs) acíclics no ramificats saturats de C₂ a C4 s'anomenen età, propà i butà. Els noms sistemàtics dels membres més elevats d’aquesta sèrie consten d’un terme numèric (C5 penta, C6 hexa, C7 hepta, C8 octa, C9 nona, C10 deca...), seguit per «-à», amb elisió de la «a» terminal del terme numèric bàsic. Per exemple pentà per a {\displaystyle {\ce {CH3CH2CH2CH2CH3}}}.

## Hidrurs fonamentals amb anells

Alguns hidrurs fonamentals cíclics
Ciclopentà.
Azepà.
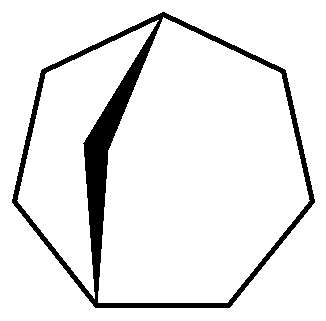
Biciclo[3.2.1]octà.
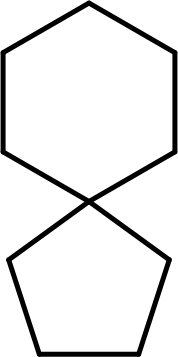
Espiro[4.5]decà.
Piridina.
1,3-oxazole.
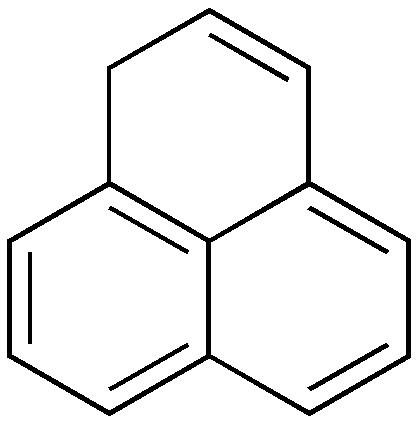
1H-Fenalene.
Fenantrolina

| O   | S   | N   | P     | As   | Si   | Sn      | B    |
| --- | --- | --- | ----- | ---- | ---- | ------- | ---- |
| oxa | tia | aza | fosfa | arsa | sila | estanna | bora |

| Dimensió de l’anell                                                                    | Insaturat          | Saturat        |
| -------------------------------------------------------------------------------------- | ------------------ | -------------- |
| 3                                                                                      | irè                | irà            |
| 4                                                                                      | ete                | età            |
| 5                                                                                      | ole                | olà            |
| 6                                                                                      | ina / ina / inina* | à / inà / inà* |
| 7                                                                                      | epina              | epà            |
| * Per a O,S / N,Si,Sn / P,As,B, com a heteroàtom citat en darrer lloc, respectivament. |                    |                |

Els hidrurs fonamentals cíclics es troben habitualment saturats del tot, per exemple ciclopentà, ciclotrisiloxà, azepà, biciclo[3.2.1]octà i espiro[4.5]decà, o del tot insaturats, és a dir, amb el nombre màxim de dobles enllaços no contigus, com ara piridina, 1,3-oxazole, 1H-fenalè, fenantrolina i benzo[a]antracè. A més, hi ha hidrurs fonamentals que es troben parcialment saturats, per exemple, 1,4-dihidro-1,4-etanoantracè i espiro[1,3-dioxolan-2,1′-(1H)indè], i que són combinacions d’estructures cícliques i acícliques saturades que han retingut noms trivials.

### Hidrurs fonamentals monocíclics
Els noms sistemàtics per a monocicles que contenen heteroàtoms es construeixen d’acord amb el sistema Hantzsch-Widman (H-W) (de tres a deu membres de l’anell), o mitjançant la nomenclatura de reemplaçament (anells més grans). Ambdós sistemes fan ús dels prefixos en «a» que es poden veure a la taula ajunta, en els quals la jerarquia decreix d’esquerra a dreta.
El sistema H-W combina els prefixos «a» de la taula en ordre decreixent de jerarquia amb terminacions que, en el sistema H-W, la IUPAC anomena «tiges», indicadores de la dimensió i la saturació de l’anell. S'afegeixen localitzadors apropiats per a descriure la posició dels reemplaçaments a l’anell i la «a» s'elideix quan segueix una vocal. Si hi ha més de deu àtoms a l’anell, s'empra la nomenclatura de reemplaçament, en la qual els prefixos «a» s'enllisten novament en ordre decreixent de jerarquia, amb els localitzadors corresponents, davant el nom fonamental.

### Hidrurs fonamentals policíclics
Els noms dels sistemes policíclics amb pont es basen en el nom de l'alcà amb el mateix nombre d’àtoms de carboni, el qual va precedit d’un indicador del nombre de cicles i d’un descriptor de pont que defineix les dimensions dels diversos anells. Aquest descriptor proporciona el nombre d’àtoms d’esquelet en cadascun dels ponts que connecten els caps de pont i s'indica amb numerals aràbics citats en ordre numèric descendent, separats per punts i tancats entre claudàtors. La numeració comença en un cap de pont i segueix entorn dels anells de manera ordenada (del més gran al més petit). La nomenclatura de reemplaçament s'empra per a anomenar els composts heterocíclics relacionats.
Els noms dels composts espirànics, en els quals hi ha un únic àtom en comú als anells, inclouen el nombre d’àtoms espirànics, un descriptor dels ponts i el nom de l’alcà amb el mateix nombre d’àtoms de carboni. Els composts heterocíclics relacionats s'anomenen d’acord amb la nomenclatura de reemplaçament.
Els composts policíclics fusionats són sistemes cíclics que tenen un enllaç comú per a qualsevol parell d’anells adjacents. En la nomenclatura sistemàtica de composts policíclics fusionats, els noms per als components es combinen i un descriptor de fusió indica com estan connectats aquests components. Al final, l’estructura es reenumera.